# Diócesis de Arua
La diócesis de Arua (en latín: Dioecesis Aruaënsis y en inglés: Roman Catholic Diocese of Arua) es una circunscripción eclesiástica de la Iglesia católica en Uganda. Se trata de una diócesis latina, sufragánea de la arquidiócesis de Gulu. Desde el 20 de octubre de 2010 su obispo es Sabino Ocan Odoki.

## Territorio y organización
La diócesis tiene 10 562 km² y extiende su jurisdicción sobre los fieles católicos de rito latino residentes en los distritos de Koboko, Yumbe, Moyo, Adjumani, Maracha-Terego y Arua en la región Septentrional.
La sede de la diócesis se encuentra en la ciudad de Arua, en donde se halla la Catedral del Sagrado Corazón. En Lodonga se encuentra la basílica de la Santísima Virgen María.
En 2020 en la diócesis existían 54 parroquias.

## Historia
La diócesis fue erigida el 23 de junio de 1958 con la bula Qui summam del papa Pío XII, obteniendo el territorio de la diócesis de Gulu (hoy arquidiócesis).
El 23 de febrero de 1996 cedió una parte de su territorio para la erección de la diócesis de Nebbi mediante la bula Cum ad aeternam del papa Juan Pablo II.
Originalmente sufragánea de la arquidiócesis de Rubaga (llamada arquidiócesis de Kampala desde el 5 de agosto de 1966), con la erección de la provincia eclesiástica de Gulu el 2 de enero de 1999 se convirtió en sufragánea de esta última.

## Estadísticas
Según el Anuario Pontificio 2021 la diócesis tenía a fines de 2020 un total de 2 436 600 fieles bautizados.
| Año                                                                             | Población            | Población | Población      | Sacerdotes | Sacerdotes    | Sacerdotes    | Bautizados por sacerdote | Diáconos permanentes | Religiosos | Religiosos | Parroquias |
| Año                                                                             | Bautizados católicos | Total     | % de católicos | Total      | Clero secular | Clero regular | Bautizados por sacerdote | Diáconos permanentes | Varones    | Mujeres    | Parroquias |
| ------------------------------------------------------------------------------- | -------------------- | --------- | -------------- | ---------- | ------------- | ------------- | ------------------------ | -------------------- | ---------- | ---------- | ---------- |
| 1959                                                                            | 198 824              | 400 000   | 49.7           | 41         | 12            | 29            | 4849                     |                      | 63         | 47         | 12         |
| 1970                                                                            | 357 800              | 662 076   | 54.0           | 70         | 20            | 50            | 5111                     |                      | 96         | 91         | 27         |
| 1980                                                                            | 473 531              | 816 200   | 58.0           | 61         | 24            | 37            | 7762                     |                      | 65         | 76         | 29         |
| 1990                                                                            | 635 612              | 1 389 163 | 45.8           | 74         | 45            | 29            | 8589                     |                      | 67         | 207        | 33         |
| 1999                                                                            | 577 083              | 1 030 506 | 56.0           | 85         | 61            | 24            | 6789                     |                      | 56         | 124        | 24         |
| 2000                                                                            | 582 800              | 1 032 506 | 56.4           | 119        | 94            | 25            | 4897                     |                      | 60         | 125        | 25         |
| 2001                                                                            | 584 700              | 1 033 804 | 56.6           | 129        | 96            | 33            | 4532                     |                      | 69         | 130        | 29         |
| 2002                                                                            | 587 600              | 1 223 857 | 48.0           | 129        | 104           | 25            | 4555                     |                      | 61         | 130        | 28         |
| 2003                                                                            | 600 000              | 1 499 775 | 40.0           | 108        | 86            | 22            | 5555                     |                      | 58         | 86         | 26         |
| 2004                                                                            | 610 050              | 1 560 890 | 39.1           | 99         | 67            | 32            | 6162                     | 1                    | 56         | 131        | 27         |
| 2006                                                                            | 670 000              | 1 650 275 | 40.6           | 88         | 58            | 30            | 7613                     | 1                    | 69         | 129        | 29         |
| 2007                                                                            | 691 000              | 1 703 000 | 40.6           | 100        | 67            | 33            | 6910                     | 5                    | 73         | 132        | 31         |
| 2012                                                                            | 928 000              | 2 005 000 | 46.3           | 120        | 84            | 36            | 7733                     |                      | 82         | 135        | 36         |
| 2015                                                                            | 1 671 474            | 2 873 929 | 58.2           | 93         | 63            | 30            | 17 972                   |                      | 65         | 100        | 41         |
| 2018                                                                            | 2 202 019            | 3 210 790 | 68.6           | 112        | 79            | 33            | 19 660                   |                      | 92         | 144        | 49         |
| 2020                                                                            | 2 436 600            | 3 505 500 | 69.5           | 158        | 111           | 47            | 15 421                   |                      | 100        | 161        | 54         |
| Fuente: Catholic-Hierarchy, que a su vez toma los datos del Anuario Pontificio. |                      |           |                |            |               |               |                          |                      |            |            |            |

## Episcopologio
- Angelo Tarantino, F.S.C.I. † (12 de febrero de 1959-29 de diciembre de 1984 retirado)
- Frederick Drandua † (27 de mayo de 1986-19 de agosto de 2009 renunció)
- Sabino Ocan Odoki, desde el 20 de octubre de 2010